# Petrovice (zámek, okres Benešov)
Zámek v Petrovicích, které jsou částí obce Miličín v okrese Benešov, pocházel z doby kolem poloviny 17. století. Od roku 1958 byl chráněn jako kulturní památka České republiky. V roce 2016 byla památková ochrana zrušena a v roce 2019 byl zbořen. K jeho zániku kromě havarijního stavu významně přispělo rozdílné vlastnictví budovy a pozemku.

## Historie
Ve 14. století stálo v Petrovicích vladycké sídlo a později tvrz. V roce 1318 zde sídlil Václav z Petrovic a roku 1382 Mrakeš z Petrovic, rožmberský purkrabí na Příběnicích. V roce 1556 dvůr lehl popelem po požáru způsobeném bleskem. Roku 1545 příslušela ves k Voticům a v letech 1579–1586 k Hlasivu. Vesnice byla v držení Čáslava z Podolí, později Jana Malovce z Malovic a od roku 1586 Elišky z Lobkovic.
František Leopold Voračický z Paběnic vybudoval po roce 1725 na místě tvrze barokní zámek. V roce 1737 zde zemřel.
V roce 1911 se majitelem statku stal Dr. Ing. Karel Bachrach, předseda Družstva hospodářských lihovarů v Praze. Statek měl po pozemkové reformě 177 ha rolí, 17 ha zahrad, 4 ha pastvin, 100 ha lesů, 3 ha rybníků. Ve vile v zámeckém parku byla škola a byt učitele. Karel Bachrach zemřel v roce 1939 ve vězení gestapa v Táboře, jeho syn Viktor byl umučen v koncentračním táboře Mauthausen.
Od roku 1948 byl zámek bez údržby a časem se dostal do havarijního stavu. Od 80. let patřil Petrovicím, přešel tak do správy Miličína. Zásadní problém pro budoucí záchranu přinesly restituce. Restituent MUDr. Václav Váhala, vnuk bývalého majitele statku Karla Bachracha, si vyžádal pouze pozemek, který pak odmítal prodat. Obec tak nemohla prodat zámek institucím, které o něj projevily zájem.
V červenci 2016 byla ze zámku sňata památková ochrana, v srpnu 2019 proběhla jeho demolice.

## Popis
Zámek byl dvoukřídlý s mansardovou střechou a věží, ve které byla umístěna kaple. Hlavní vchod do zámku byl v křídle obráceném do dvora. Součástmi dvora byl kravín, ovčín, konírna, dvě stodoly, pivovar se sladovnou, lihovar, pila, součástí statku byl i dvůr Slapsko s cihelnou a dvůr v Nových dvorech.
Podle Národního památkového ústavu představoval zámek v Petrovicích v kontextu české zámecké architektury velmi hodnotné venkovské panské sídlo z doby kolem poloviny 17. století a první poloviny 18. století. Zároveň byl dokladem nejstaršího jádra obce a jediným hmotným dokladem předbarokní vývojové fáze ve zdivu přilehlého hospodářského křídla. Výraznou uměleckohistorickou hodnotu měla zámecká kaple s dochovanými nástropními malbami.